# Diaphorus argentifacies
Diaphorus argentifacies är en tvåvingeart som beskrevs av Van Duzee 1932. Diaphorus argentifacies ingår i släktet Diaphorus och familjen styltflugor.
Artens utbredningsområde är Nevada. Inga underarter finns listade i Catalogue of Life.